# Henri Rouillé d'Orfeuil
 (octobre 2016).
Si vous disposez d'ouvrages ou d'articles de référence ou si vous connaissez des sites web de qualité traitant du thème abordé ici, merci de compléter l'article en donnant les références utiles à sa vérifiabilité et en les liant à la section « Notes et références ».
Henri Rouillé d'Orfeuil (né le 28 juin 1946 à Boulogne) est ingénieur agronome (Institut national agronomique de Paris) et docteur en économie (Université Dauphine-Paris 9). Il a travaillé au ministère des Affaires étrangères, à la Datar, à la Banque mondiale et au CIRAD. Il a été conseiller technique au cabinet du ministre de la Coopération (1981-1982). Par ailleurs, il a été président et membre fondateur du GRET (1974-1982), vice-président du GFAR (Global Forum on Agricultural Research), président de FINANSOL (1998-2004), président de Coordination SUD (2001-2008). Il est membre de l'Académie d'agriculture de France depuis 2009. 

## Publications
- Coopérer autrement : l'engagement des organisations non gouvernementales - Edition l'Harmattan, 1984
- Per una nuova cooperazione in Africa - SEI, 1987
- Le Tiers-monde - Édition La Découverte, 1987 - Réédition française en 1989, 1991, 1993, 1995 et 1997 et édition en espagnol en 1994
- La rénovation de la coopération française - Rapport au Premier Ministre" - La Documentation française, 1991
- Saint-Jules gros orteil - Roman - Édition Desclée de Brouwer – 1998
- Économie, le réveil des citoyens - Éditions La Découverte, 2002 ; Traduction portugaise « Economia Cidadã », Ed. Vozes, 2002

- La Diplomatie non gouvernementale : les ONG peuvent-elles changer le Monde ?, Editions de l'Atelier (France), éditions Charles Léopold Mayer(France), éditions Ecosociété (Canada), éditions Ruisseaux d'Afrique (Bénin), éditions Jamana (Mali), éditions Ganndal (République de Guinée), Presses Universitaires d'Afrique (Cameroun), éditions du Silence (Gabon), éditions Tarik (Maroc), éditions d'en bas (Suisse), coll. « Enjeux Planète », 2005, 204 p. (ISBN 2-84377-119-6, présentation en ligne)Livre publié sous le label "Le Livre équitable"

- Transition agricole et alimentaire. La revanche des territoires, Éditions Charles Léopold Mayer, 2018